# Ulveham
«Ulveham» (произношение: [ˈʉ̂ɫvəˌhɑm]; (с норв. — «волчья шкура») — песня норвежской фолк-рок и метал-группы Gåte. Первоначально выпущена 12 декабря 2023 года как трек с EP Vandrar. Позже она была сокращена и переиздана как сингл после избрания для участия в Melodi Grand Prix 2024. Песня в конечном итоге выиграла отбор и представила Норвегию на конкурсе песни «Евровидение-2024». Это первая песня Норвегии на «Евровидении» с 2006 года, исполняемая на норвежском языке.
В начале песни звучит традиционный кулокк, пастуший призыв, взятый из старой записи с участием Марит Йенсен Лиллебуэн. История текста основана на скандинавской средневековой балладе почти тысячелетней давности.

## Предыстория и композиция
Группа создала современную интерпретацию норвежской средневековой баллады, известной как «Møya i ulveham» («Дева в волчьей шкуре»). Изначальное лирическое содержание заимствовано из рукописи из Телемарка середины XIX века и отражает особый вариант диалекта района Вест-Телемарка. Некоторые строфы идентичны оригинальной рукописи. В «Ulveham» строфы были реструктурированы, а их язык упрощён, приближаясь к стандартизированному хёгнорску или нюношку.
«Møya i ulveham» рассказывает историю молодой девушки, которую злая мачеха превратила в иглу, нож, а затем в меч. Однако люди продолжали ценить её несмотря на все эти превращения, зля мачеху. Для пущего наказания мачеха превращает падчерицу в волка. Кульминацией становится нападение волка на беременную мачеху. Чтобы снять с себя проклятие, волчица пьёт кровь мачехи, в которой содержится кровь её нерождённого сводного брата.
В вступлении «Ulveham» звучит кулокк, пастушьим зовом, традиционно используемым для призыва скота, взятым из записи начала XX века с участием фолк-певицы Марит Йенсен Лиллебуэн. Музыкальная композиция включает в себя электронные биты и различные инструменты, такие как никельхарпа, электрогитары и барабаны. В качестве фоновой вокализации используется метал-гроулинг с текстом песни.
Подобные баллады преобладают в датской и шведской традициях. Датская версия под названием «Jomfruen i ulveham» («Дева в волчьей шкуре») и шведская версия, где молодой человек превращается в волка в «Den förtrolladeriddaren» («Околдованный рыцарь»), подчеркивают межкультурный резонанс этого нарратива

## Конкурс песни Евровидение

### Melodi Grand Prix 2024
«Ulveham» была выбрана для участия в Melodi Grand Prix 2024 и стала последним участником второго полуфинала мероприятия 20 января 2024 года. Песня была одной из трёх, вышедших в финал проходивших в Trondheim Spektrum 3 февраля. За несколько недель до финала песня улучшила показатели по коэффициентам ставок и стала фаворитом на победу к моменту финала. По итогу группа выиграла конкурс и получил право представлять Норвегию на конкурсе песни Евровидение 2024.

#### Изменения текста
Правила конкурсов Melodi Grand Prix и «Евровидение» требуют, чтобы и текст, и мелодия были оригинальными и ранее не публиковались. Поскольку «Ulveham» содержит в себе слова из баллады почти тысячелетней давности, это нарушало правила конкурса. Чтобы избежать проблем с возможным участием в песенном конкурсе «Евровидение», норвежская телекомпания NRK связалась с организатором этого мероприятия — Европейским вещательным союзом (ЕВС). После оценки ЕВС пришёл к выводу, что запись кулнинга Марит Йенсен Лиллебуэн может быть принята. На всякий случай NRK приняли решение, что весь текст «Ulveham» будет заменён заново написанным оригинальным текстом. Менеджер MGP Стиг Карлсен заявил, что «название песни и историческая тема» сохранятся.
2 февраля 2024 года была выпущена переработанная версия с изменённым текстом. В нём представлены другие небольшие отрывки из всё той же баллады, но с корректировкой формулировок, дабы избежать сходства. Трое участников группы, Гуннхильд Сундли, Магнус Бёрмарк и Йон Эвен Шерер, принимали участие в написании данной версии.

## История релизов
| Регион   | Дата            | Формат(ы)                   | Лейбл            | Тип                 |
| -------- | --------------- | --------------------------- | ---------------- | ------------------- |
| Весь мир | 12 декабря 2023 | Цифровая загрузка стриминги | Indie Recordings | Трек на EP          |
| Весь мир | 5 января 2024   | Цифровая загрузка стриминги | Indie Recordings | Сингл (оригинал)    |
| Весь мир | 2 февраля 2024  | Цифровая загрузка стриминги | Indie Recordings | Сингл (переизапись) |